# Cesare Cardini

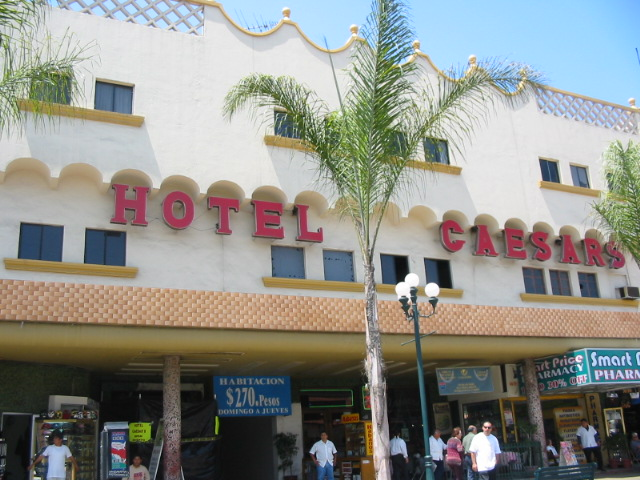
Hotel Caesar’s, dessen Vorgänger Cesare Cardini ab 1930 in Tijuana betrieb

Caesar Cardini (* 24. Februar 1896 in Baveno, Piemont, Italien als Abelardo Cesare Cardini; † 3. November 1956) war ein italienisch-amerikanischer Restaurant- und Hotelbesitzer sowie Koch, der für die Erfindung des Caesar Salad bekannt wurde. Als Restaurant- und Hotelbetreiber in Kalifornien und Mexiko begründete er Ende der 1930er Jahre mit dem Vertrieb von Salatsaucen ein über seinen Tod 1956 hinaus erfolgreiches Unternehmen, das bis heute den von ihm etablierten Markennamen Cardini’s nutzt.

## Leben
Cesare Cardini wurde in der Nähe des Lago Maggiore geboren. In den 1920er Jahren emigrierte er mit seinen zwei Brüdern Caudencio und Alessandro nach Nordamerika, wo sie sich zunächst in Kalifornien als Gastronomen betätigten. Während der Prohibition in den USA betrieb Cardini in Tijuana auf der mexikanischen Seite der Grenze zu den USA das Restaurant „Caesar’s Place“, in dem viele Schauspieler aus Hollywood verkehrten. 1927 erweiterte er den Betrieb, der innerhalb der Stadt in das neu gegründete „Hotel Caesar“ umzog. Mitte der 1930er Jahre ließ sich Cardini in Los Angeles nieder, wo er sich dem Vertrieb von selbst entwickelten Salatsaucen widmete. Cesare Cardini starb am 3. November 1956 an den Folgen eines Schlaganfalls.
Mit seiner Ehefrau Camille hatte Cardini eine Tochter, Rosa Maria Cardini (1928–2003), die nach seinem Tod das Familienunternehmen bis zum Verkauf 1988 weiter führte. Nach den Angaben seiner Tochter, die dazu in den 1970er Jahren interviewt wurde, entwickelte Cesare Cardini den berühmten Caesar Salad am 4. Juli 1924 als improvisierte Notlösung, als das Restaurant an diesem US-amerikanischen Feiertag einen unerwarteten Gästeandrang erlebte.

## Einzelbelege
1. ↑  Cesar Cardini, Creator of Salad, Dies at 60. In: Los Angeles Times. 5. November 1956: „Since 1935 he had lived in Los Angeles and was active in the marketing of the salad dressing he concocted.“
2. ↑  Rosa Cardini. In: The Daily Telegraph. 21. September 2003, abgerufen am 21. Juli 2007: „Rosa Cardini, who has died in California aged 75, turned the salad dressing created by her father, Caesar, into a staple of modern dining and a million-dollar business.“

| Personendaten    | Personendaten                                                      |
| ---------------- | ------------------------------------------------------------------ |
| NAME             | Cardini, Cesare                                                    |
| ALTERNATIVNAMEN  | Cardini, Caesar                                                    |
| KURZBESCHREIBUNG | italienisch-mexikanischer Restaurant- und Hotelbesitzer sowie Koch |
| GEBURTSDATUM     | 24. Februar 1896                                                   |
| GEBURTSORT       | Italien                                                            |
| STERBEDATUM      | 3. November 1956                                                   |